# Иван Хрибар
Иван Хрибар (19. септембар 1851 — 18. април 1941) био је словеначки и југословенски банкар, политичар, дипломата и публициста.

## Биографија
Био је први посланик Краљевине СХС у Чехословачкој (у периоду 1919–1921).
Италијански окупатори су ултимативно од њега захтевали да преузме функцију градоначелника окупиране Љубљане (која му је 1908. године ускраћена због пројугословенске оријентације), али је он радије изабрао смрт скочивши у реку Љубљаницу завијен у југословенску заставу.